# Бита

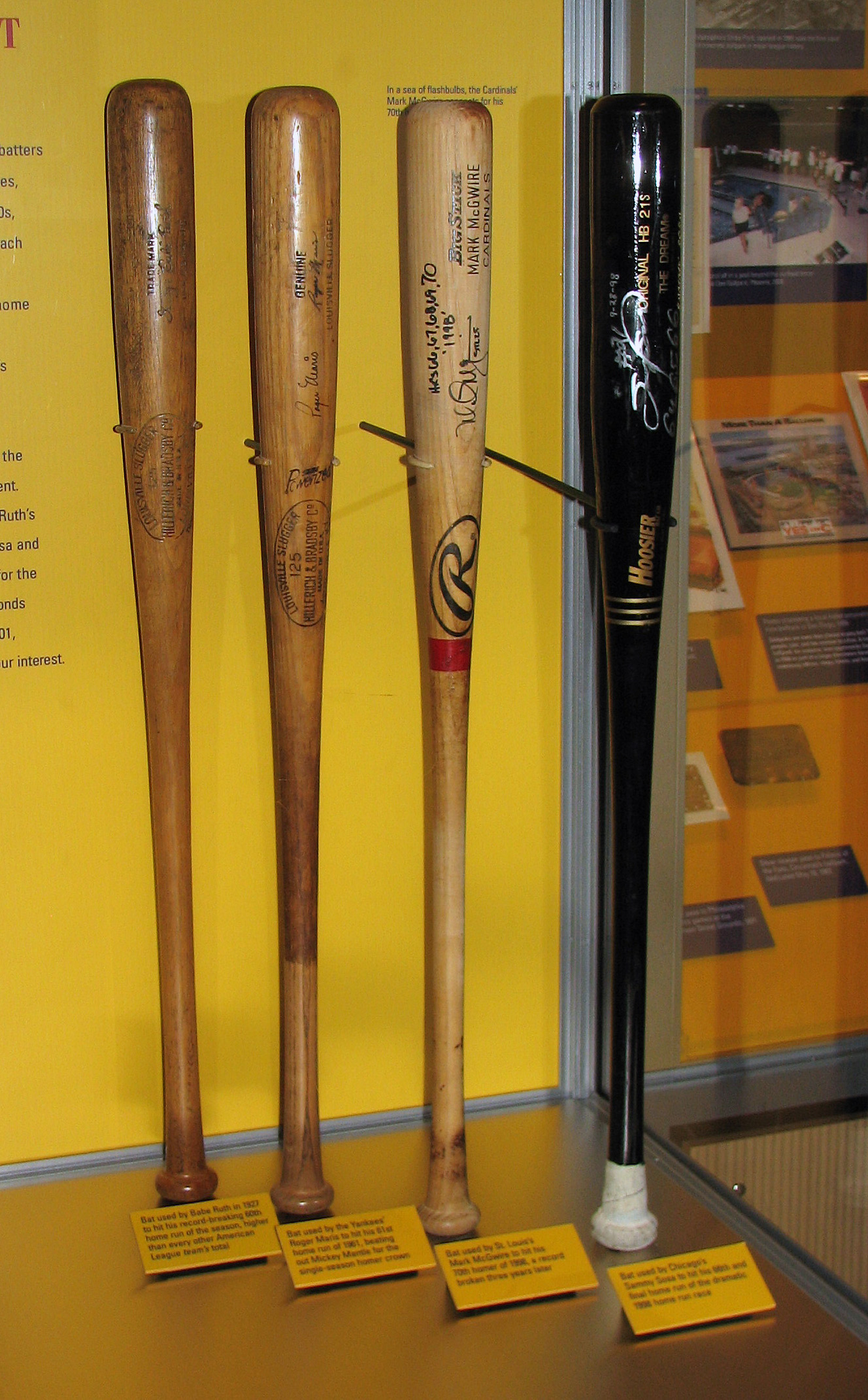
Бити для бейсболу

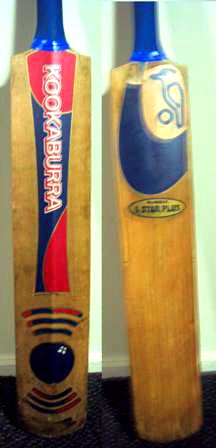
Бита для крикету з обох боків

Би́та, рідше би́тка, бито́к — спортивний прилад, призначений для відбивання м'яча в деяких іграх, таких як гилка, бейсбол, софтбол, крикет, раундерз та ін.

## Види

### Бита для бейсболу
Бейсбольна бита має круглий переріз, товстіша з одного кінця приблизно до середини. До другого кінця вона звужується руків'ям, яке тримають обома руками. Довжина стандартної бити — 106, 7 см (42 дюйми), діаметр у найтовстішій частині — 7 см (2,75 дюйма).

### Бита для гилки
Бита для гилки часто називається просто «палицею» і являє собою товстий дерев'яний стрижень. Бита для російської гилки (лапти) має аналогічну форму, але гравці віком до 12 років можуть використовувати бити лопатеподібної форми.

### Бита для крикету
Бита для крикету має форму лопаті або лопатки, пласкої з одного боку і спорядженої трикутним виступом з другої. Виступ грає роль ребра жорсткості. Руків'я циліндричної форми, звичайно покрите тканиною або гумою. Довжина бити — не більш ніж 97 см (38 дюймів), ширина — не більш ніж 10,8 см (4,25 дюйма).

### Бита для раундерзу
Бита для раундерзу має циліндричну форму.

## Зброя
Останнім часом спостерігають тривожну тенденцію використовувати бейсбольні бити не за прямим призначенням, а як холодну зброю ударно-розріблювальної дії. Так, у 2013 році українські інтернет-магазини пропонували широкий вибір бит за ціною від 30 до 200 гривень. У рекламному описі навіть можна було натрапити на такі слова: «Алюмінієва бита — чудовий подарунок спортсмену, начальнику і взагалі будь-якому чоловікові. Це потрібна річ вдома і незамінний предмет в автомобілі!». В інтернет-пошуковиках запит «бита як зброя», «бита как оружие» видає тисячі результатів. Незважаючи на випадки злочинів з використанням бит, згідно з чинним законодавством України, бити не належать до холодної зброї, тому ніяких письмових дозволів (наприклад, посвідчення члена бейсбольного клубу) для посідання нею не вимагається. Тим не менш, в Україні повідомляють про випадки порушення кримінальних справ за виявлення бит у водіїв автомобілів.